# Frederic Calland Williams
Sir Frederic Calland Williams (Stockport, 26 giugno 1911 – Manchester, 11 agosto 1977) è stato un ingegnere inglese.
Noto anche come F. C. Williams o Freddie Williams, è stato un pioniere della tecnologia del radar e del computer.

## Biografia

### Formazione scolastica
Williams è nato a Romiley, Stockport, e ha studiato alla Stockport Grammar School. Ha ottenuto una borsa di studio per studiare ingegneria presso l'Università Victoria di Manchester, dove ha conseguito il Bachelor of Science e il Master of Science. Ha conseguito un dottorato di ricerca nel 1936 quando era uno studente al Magdalen College di Oxford.

### Ricerca e carriera
Durante la seconda guerra mondiale, mentre lavorava presso il Telecommunications Research Establishment (TRE), ha contribuito in modo sostanziale durante la seconda guerra mondiale allo sviluppo del radar. Dopo la guerra, nel 1946, fu nominato capo del Dipartimento di Ingegneria Elettrica dell'Università di Manchester dove, con Tom Kilburn e Geoff Tootill, costruì il primo computer digitale elettronico a programma memorizzato, il Manchester Baby.
Williams è anche noto per aver inventato, con Tom Kilburn, il tubo Williams, uno dei primi dispositivi di memoria.

## Premi e riconoscimenti
Williams fu eletto Fellow della Royal Society (FRS) nel 1950 e Commendatore dell'Ordine dell'Impero Britannico.